# Rareș Manea
Rareș Manea (* 20. Juli 1986 in Zărnești) ist ein rumänischer Skibergsteiger und seit 2004 Mitglied der rumänischen Nationalmannschaft an.

## Erfolge (Auswahl)
- 2005: 8. Platz bei der Europameisterschaft Skibergsteigen Staffel mit Ionuț Gălițeanu, Silviu Manea und Lucian Clinciu

- 2007: 9. Platz bei der Europameisterschaft Skibergsteigen Staffel mit Dimitru Frâncu, Silviu Manea und Ionuț Gălițeanu